# 大正運河
大正運河（たいしょううんが）は、現在の大阪市大正区小林東と千島の境界付近に位置した、木津川と尻無川を結ぶ運河。長さ1,963メートル（1800間）、幅45メートル（25間）、干潮水深1.8メートル（6尺）。

## 歴史

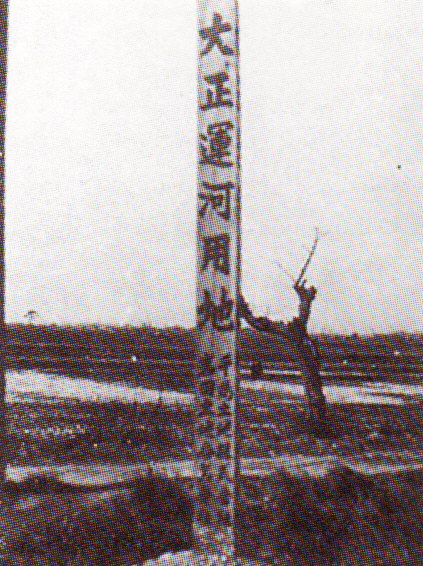
大正運河開削予定地

大正運河は、千島土地株式会社と大阪木材市場土地株式会社が協力・計画し、大正8年（1919年）から岩田土地株式会社も加わり、大正12年（1923年）6月にかけて工費約30万円で開削された。大正7年（1918年）頃から、大正運河を幹線水路とする掘割を作り、貯木池を大正区の中心部に設け、付近の木材街の造成や木材の運搬に活躍した。昭和7年・8年（1932年・1933年）頃には約500から600もの木材市場や製材所があり、西日本や中国とも取引をしていた。また、当時の運河や掘割に多くの橋が架けられたことは、大正区が橋が多いことで有名になった所以でもある。

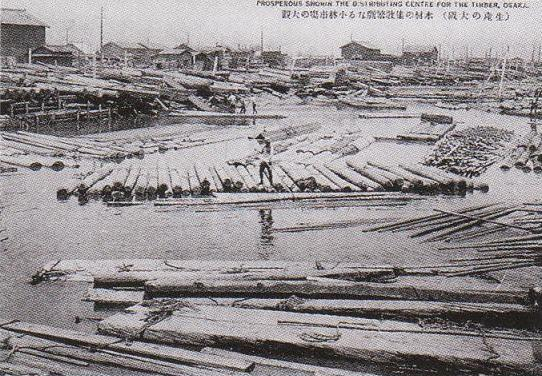
大正区小林町にあった貯木場

一方、1940年代に入ると急速な陸上での運送の活発化や高潮による浸水被害の深刻化を受け、大正内港の造成による土砂で大正区を全面的に盛り土し、区画整理する工事が行われた。その一部として大正運河は昭和43年（1968年）から昭和45年（1970年）の間に埋め立てられ、47年間の歴史に幕を閉じた。同時期に大正運河を中心として大正区内の大半の橋は姿を消し、それらの橋の名前は現在も地名として残っている（例：永楽橋、昌運橋）。大正運河に連絡していた貯木池や材木市場は昭和20年代より順次住之江区平林に移され、昭和47年（1972年）に木材業者の移転が完了した。

## 橋梁
これらの橋梁は、いずれも現存してはいない。
- 千島大橋
- 市場橋

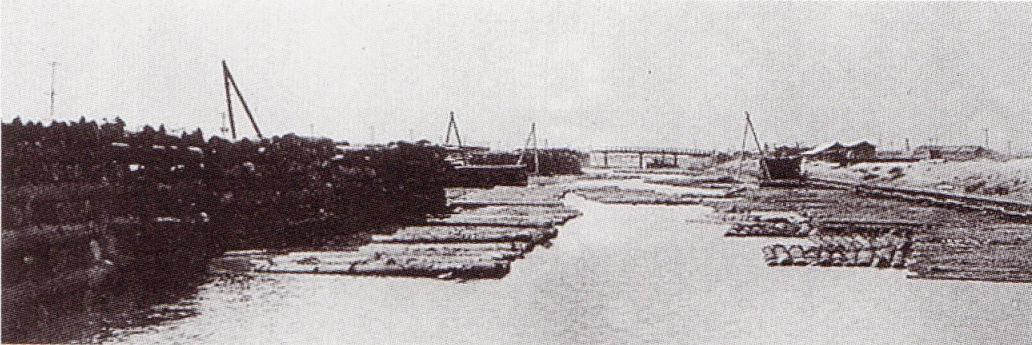
1923年（大正12年）頃の大正運河

- 材木橋 - 大阪市電松島南恩加島線敷設に伴い架橋。現・大正通。
- 小林大橋
- 五葉橋
- 嘉平次橋 - 大阪市電三軒家新千歳線敷設に伴い架橋。現・大浪通。
- 千歳大橋

## ギャラリー

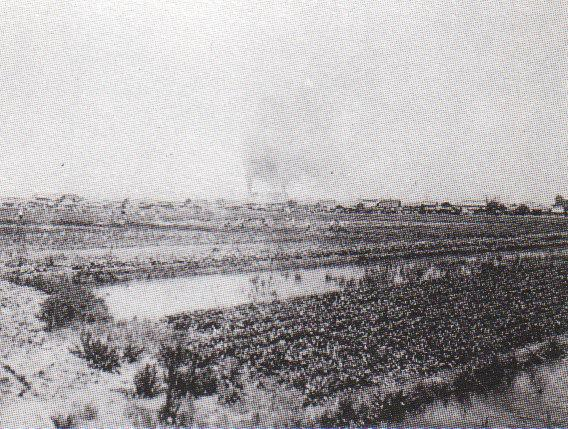
大正運河開削前の様子
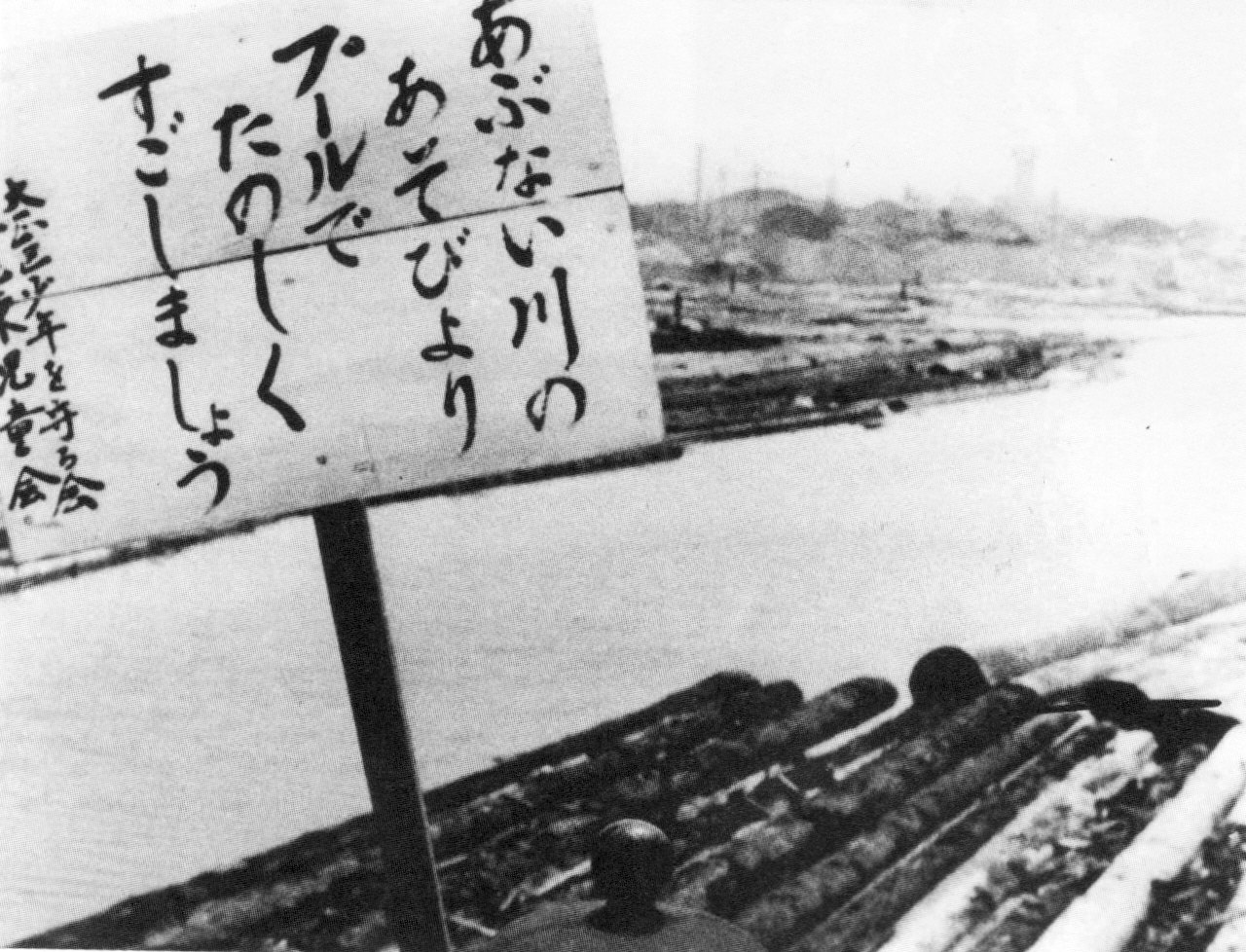
大正運河にあった看板

## 参考資料
- 『区制60周年記念誌 わがまち大正』大正区役所編 1992年発行
- 『懐かしい大正区の風景』大正区役所・なにわの海の時空館編 2006年発行
- 『わたしたちのまち大正区』大正区役所編 2007年発行